# Assar Gabrielsson

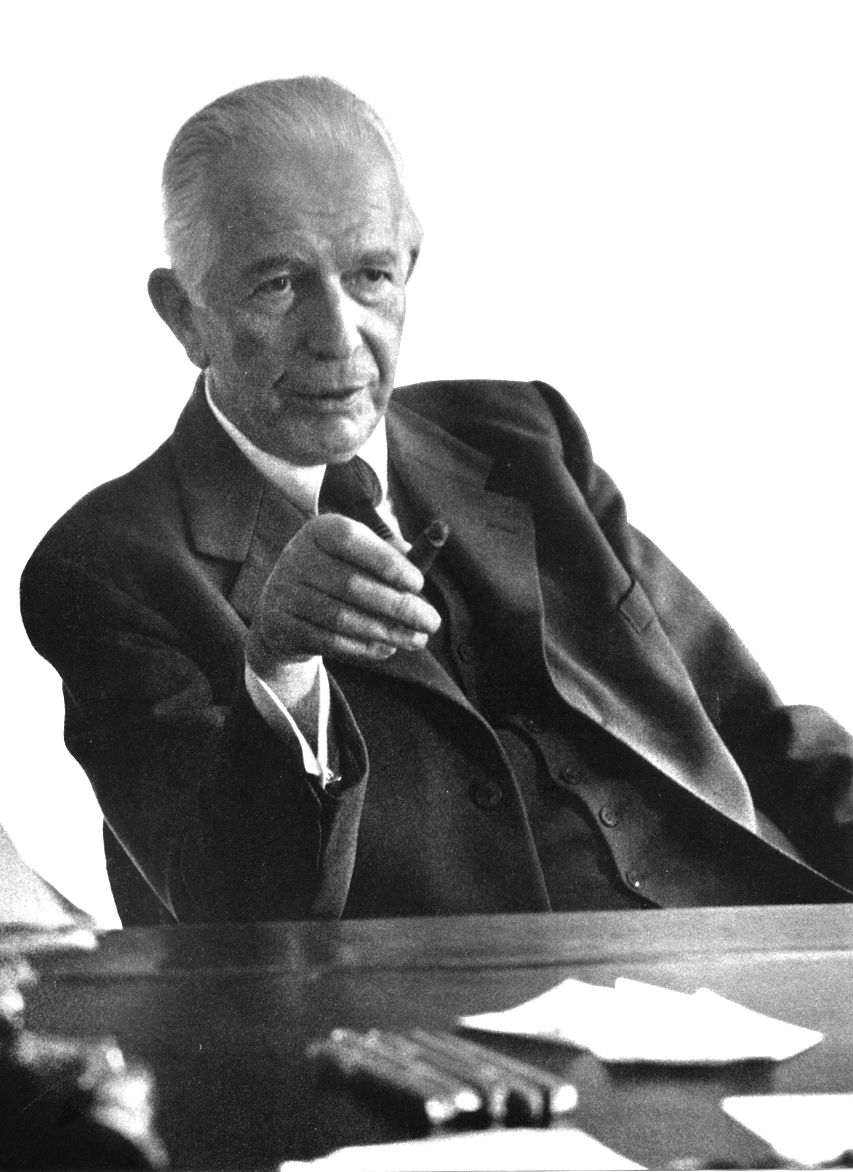
Assar Gabrielsson, 1960

Assar Thorvald Nathanael Gabrielsson (* 13. August 1891 in Korsberga; † 28. Mai 1962 in Göteborg) war ein schwedischer Autoindustrieller, Verkaufschef der SKF und gründete im Jahre 1926 zusammen mit Gustaf Larson die schwedische Automarke Volvo, der er bis 1956 als Generaldirektor vorstand.